# شايبه إس إف-27
شايبه إس إف-27 (بالإنجليزية: Scheibe SF-27)‏ هي طائرة شراعية أنتجت في ألمانيا. كان أول طيران لها في 12 مايو 1964. صنع منها 120 طائرة.